# ビランダー

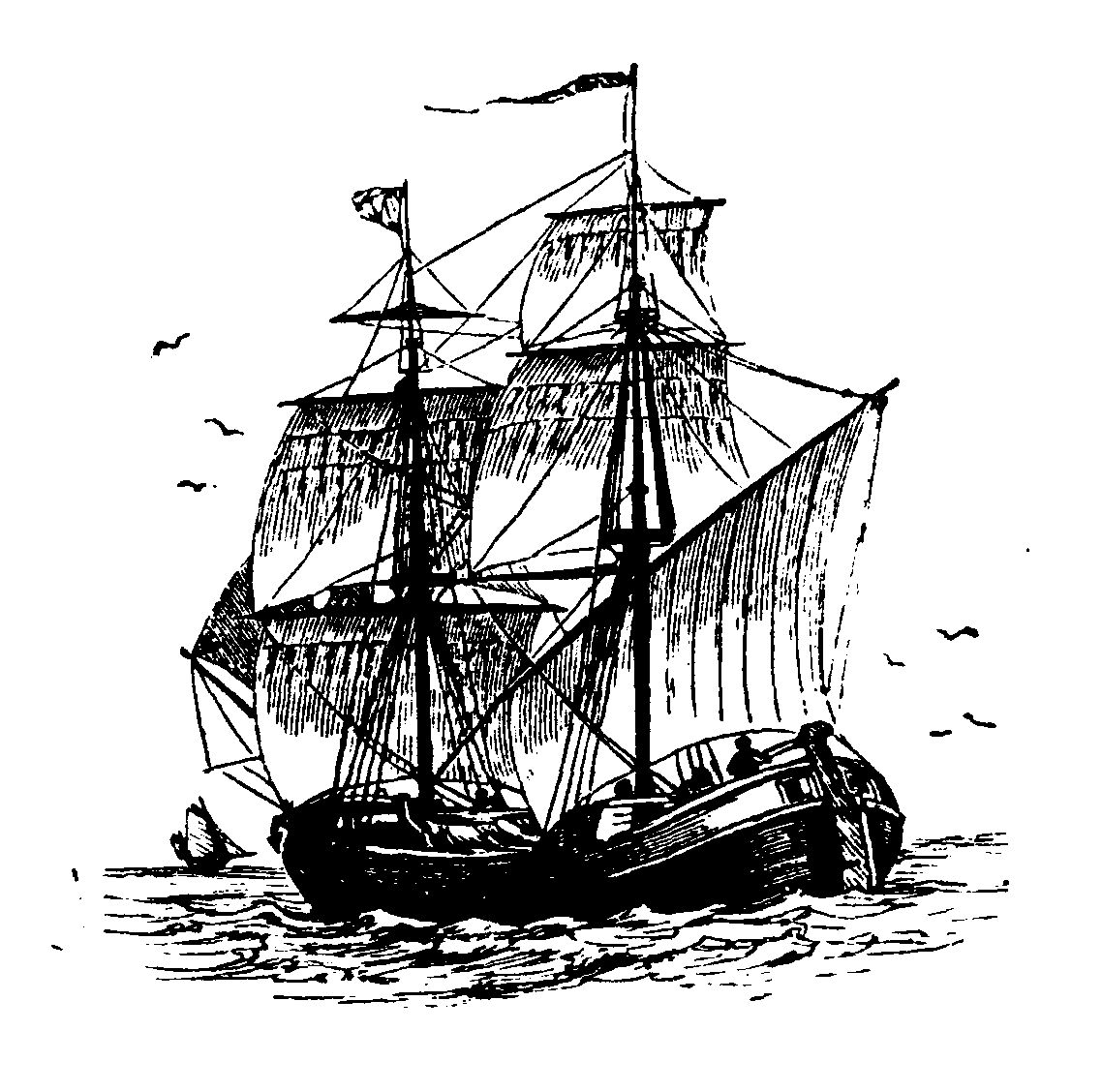
1905年刊のNordisk familjebokに掲載されたビランダーの挿絵。

ビランダーのセイルプラン（帆の配置図）

ビランダーまたはベイランダー（英: bilanderあるいはbillander 、オランダ語 : bylander、仏: bélandreあるいはbélandeなど）とは、帆船の一種。ヨーロッパで使用された2本のマストを持つブリガンティン型帆装の小型商船で、ホイのようにメインセイルに台形の縦帆を備えることが特徴で、フォアマストには角帆を上下2段に備える。典型的なタイプでは排水量は100トン以下であった。
主にオランダの運河で運用されていたが、まれに地中海や北海沿岸でも用いられた。誕生した具体的な時期は不明だが、1877年に発行された『Mémoires de la Société des Antiquaires de la Morinie』第17巻・51頁では「遡れば17世紀初頭の書物には（平らな船である）ビランダーへの言及がある」との解説があり、イギリスにおける使用実績はエリザベス1世が統治していた時代まで遡ることができる。また、Gesch著『De Vries Nederl』302頁では「billander」を「船底が平らで 川で用いられた 小さな運搬船」と解説しており、おそらくは古くは「binlander」「binnenlander」という形だったと推測されることから、これは文字通りには「内地用（の船）」「内陸用（の船）」などという意味になる、とも解説されている。
その後、効率的な他の船種が開発されるにつれて徐々にビランダーは衰退していき、現在ではビランダーは「ブリッグの前段階の船」などと見なされている。現在も数隻程度のビランダーが現存している。

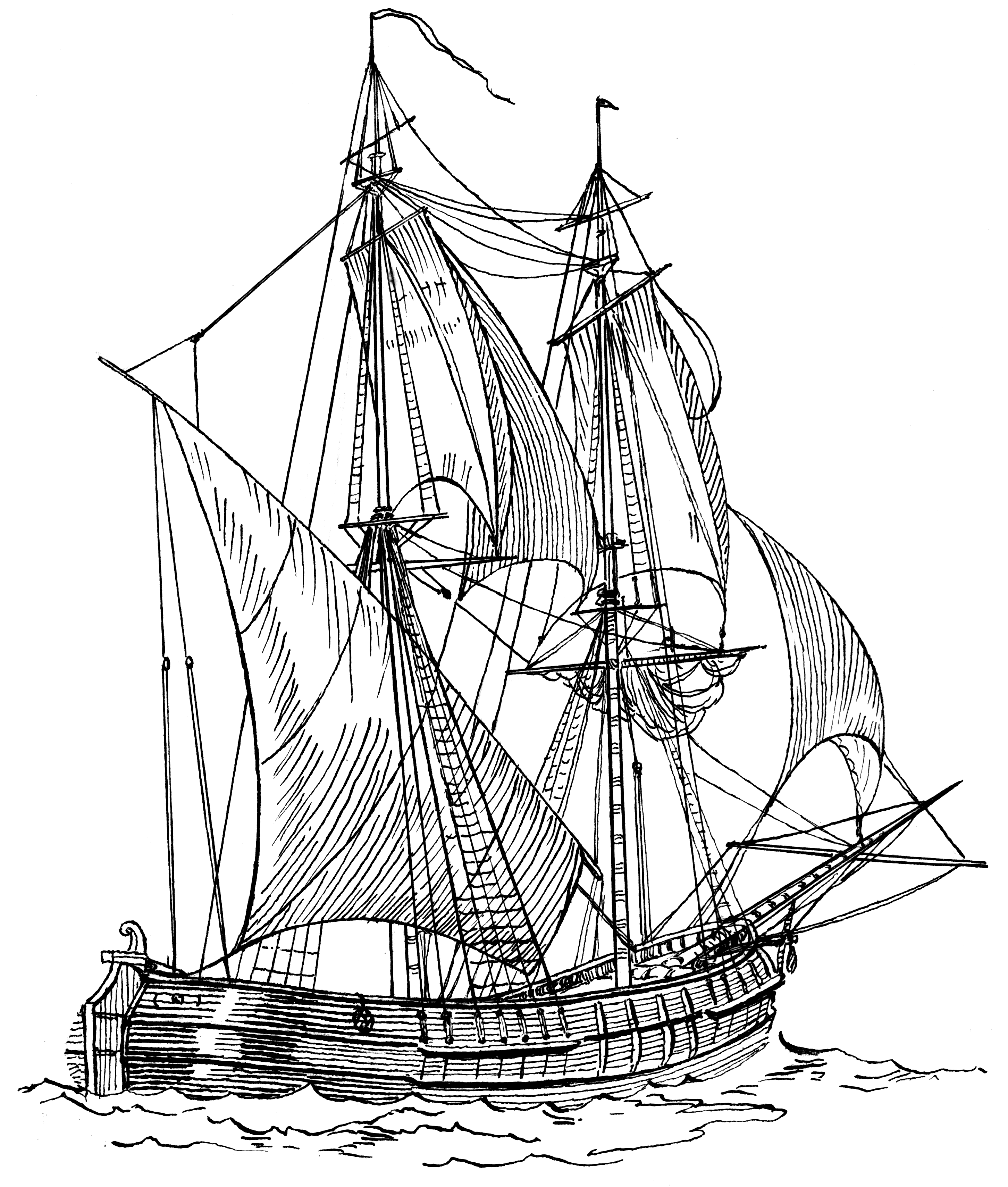
ビランダーの別の絵